# Hyposmocoma anthinella
Hyposmocoma anthinella là một loài bướm đêm thuộc họ Cosmopterigidae. Nó là loài đặc hữu của Lanai.